# Buhalal
Buhalal (en árabe: بوخالف‎, en lenguas bereberes: ⴱⵓⵅⴰⵍⴼ, en francés: Boukhalef) es un municipio marroquí en la región de Tánger-Tetuán-Alhucemas. Desde 1912 hasta 1956 perteneció a la zona norte del Protectorado español de Marruecos.